# Joseph Brys
Joseph Brys, född 2 juli 1927, död 1 september 2001, var en friidrottare från Belgien. Han deltog vid olympiska sommarspelen 1948.